# Código Neurótico
Código Neurótico va ser un grup de punk rock fundat a Terrassa el 1981. L'any següent la formació va quedar consolidada amb Jorge Sánchez al baix i a la veu, Sergio Perdices a la guitarra i Manuel «Lolo» Sánchez a la bateria.
El seu primer EP, Totus Tuus (1983), va ser produït per Quimi Portet i Manolo García, aleshores membres de Los Burros. El disc incloïa himnes com «Las Malvinas son pingüinas», «Cotolengo» o «Pega a tu mamá». Després de publicar quatre discos més, un directe i alguns canvis en la formació, el grup es va dissoldre el 1998.
La banda es va ajuntar de nou el 2011 per a celebrar el 30è aniversari amb una gira per la península Ibèrica. El 2022 es va publicar 40 años - En directo, un treball enregistrat en viu a la sala Faktoria d'Arts de Terrassa el 17 de desembre del 2011 en el concert de final de gira. El mateix any es va publicar el disc tribut a Código Neurótico, La familia crece, en què 25 grups versionen les seves cançons com ara Skacha, Segismundo Toxicómano, Ràbia Positiva o Monstruación & Always Drinking Marching Band. També el 2022 va morir el cantant i baixista Jorge Sánchez, a l'edat de 58 anys.

## Discografia

### Àlbums d'estudi
- Totus Tuus (dDomestic Records, 1983)[6]
- La maqueta roja (Grabaciones Paranoicas, 1986, maqueta gravada al local d'assaig)[7]
- En la barra del bar (Estopi Records, 1988, mini-LP)
- Humillación, tortura y muerte (Illa Records, 1992)
- Colores de guerra (Illa Records, 1994)

### Àlbums en directe
- Sin pelos en la lengua (Estopi Records, 1990, directe a l'Hospitalet)
- 40 años - En directo (Tropical Riot Music, 2022)

### Àlbums recopilatoris
- Código Neurótico (Karatula Records, 1997, conté una gravació anterior d'En la barra del bar + Humillación, tortura y muerte)
- Sin batalla ni bandera (Black Sheep Records, 2010)